# Владимирское духовное училище
Владими́рское духо́вное учи́лище — недействующее среднее специальное учебное заведение Владимирской епархии Русской православной церкви, существовавшее с 1749 по 1918 и с 1992 по 1998 годы. С 1749 по 1918 год было государственным начальным духовным учебным заведением ведомства православного исповедания.

## История
Духовное училище было основано в 1749 году вместе с Владимирской духовной семинарией и длительное время оба учебных заведения размещались в одном здании. Училище отделилось от семинарии после 1788 года, когда семинария вместе с архиерейской кафедрой была переведена в Суздаль. С 26 октября 1790 года училище разместилось за Лыбедью, на Воскресенской улице.
В 1906 году во Владимире (ныне — улица Луначарского, дом 13а) по проекту архитектора Петра Бегена было построено новое здание духовного училища.
В 1884 году при поддержке архиепископа Владимирского Феогноста на епархиальные средства в училище была устроена домовая церковь Сретения Господня. По штату при церкви «положено быть одному священнику, на содержание его от епархии назначено жалованье 150 р. в год».
При училище располагалось также общежитие для сирот и детей малоимущего духовенства. В 1901 году в училище обучались 345 учеников, фундаментальная библиотека имела свыше 1200 книг, ученическая — до 750.
В 1991 году при Владимирском епархиальном управлении были созданы годичные пастырские курсы (руководитель — протоиерей Георгий Горбачук). В 1992 году курсы были преобразованы в духовное училище.
9 апреля 1998 года Священный синод Русской православной церкви по ходатайству архиепископа Евлогия и по докладу епископа Верейского Евгения постановил преобразовать духовное училище во Владимирскую Свято-Феофановскую духовную семинарию.
Ныне в здании училища располагается Земельная кадастровая палата и иконописная мастерская «Преображение».